# Ocyptamus priscilla
Ocyptamus priscilla är en tvåvingeart som först beskrevs av Hull 1943.  Ocyptamus priscilla ingår i släktet Ocyptamus och familjen blomflugor. Inga underarter finns listade i Catalogue of Life.